# Aku Louhimies
Aku Louhimies, född 3 juli 1968 i Helsingfors, är en finländsk filmregissör och manusförfattare. Han har regisserat ett flertal långfilmer.

## Bakgrund
Louhimies har studerat vid Helsingfors universitet och Aalto-universitetets konstindustriella högskola.

## Filmografi
- 2000 – Rastlös (Levottomat)
- 2002 – Kuutamolla
- 2005 – Fruset land (Paha maa)
- 2006 – Frusen stad (Valkoinen kaupunki)
- 2006 – Riisuttu mies
- 2008 – Käsky
- 2012 – Vuosaari
- 2013 – 8-pallo
- 2017 – Okänd soldat (Tuntematon sotilas)